# Saint-Jean-du-Gard
Saint-Jean-du-Gard là một xã ở tỉnh Gard. Xã này có diện tích 41,64 km², dân số năm 1999 là 2563 người. Khu vực này có độ cao trung bình 189 mét trên mực nước biển.